# Saint-Rémy-Blanzy
Saint-Rémy-Blanzy è un comune francese di 244 abitanti situato nel dipartimento dell'Aisne della regione dell'Alta Francia.

## Società

### Evoluzione demografica
Abitanti censiti